# Karen Platou
Karen Platou, född 8 juli 1879 i Mandal, död 10 juni 1950, var en norsk politiker (Høyre). Hon blev 1921 den första kvinnan som valdes in i det norska stortinget. 
Hon var suppleant i Stortinget 1919–1921, ledamot 1921–1924 och åter suppleant 1925–1927. Hon blev den första kvinna som valdes in i stortinget. Hon var dock inte den första kvinnan där, då Anna Rogstad hade suttit där som ersättare 1911.
Hon var verksam inom motståndsrörelsen under andra världskriget.